# Johan Adriaan Heuff (1901-1938)
Johan Adriaan Heuff (Gorinchem, 18 december 1901 – Parijs, 16 december 1938), ook bekend onder de pseudoniemen J.A. Heuff van Houweninge en Adriaan Trabak, was een Nederlands auteur.

## Biografie
Heuff was een zoon van Jan Cornelis Heuff en Martina Jacoba Johanna Baggerman van Houweninge, dochter van Bastiaan Baggerman van Houweninge, burgemeester van Medemblik en Opperdoes.
Hij debuteerde in 1929 als Adriaan Trabak met de roman De terugweg. Als J.A. Heuff van Houweninge bracht hij daarna nog de romans Droesem (1936) en Zoo piepen de jongen (1937) uit, die beide handelen over de speelzaalmilieus aan de Côte d'Azur.